# Stadion Miejski w Mołodecznie
Stadion Miejski w Mołodecznie – stadion wielofunkcyjny zlokalizowany w Mołodecznie, na Białorusi. Na tym obiekcie rozgrywają mecze piłkarze FK Mołodeczno.

## Historia
Mołodeczański stadion zbudowany został w latach 20. na terenie garnizonu Wojska Polskiego w Helenowie (od 1929 r. część miasta Mołodeczno). Z obiektu korzystał Wojskowy Klub Sportowy Mołodeczno oraz Towarzystwo Gimnastyczne Sokół Mołodeczno, odbywała się również nauka jazdy konnej. Po wojnie Mołodeczno znalazło się w granicach Związku Radzieckiego, a sam obiekt otwarto ponownie w 1946 roku. Od 1989 roku stadion jest domowym obiektem klubu piłkarskiego FK Mołodeczno. W 2008 roku stadion przeszedł przebudowę.